# Károly József (író)
Károly József (Arad, 1886. augusztus 28. – Arad, 1960. január 30.) magyar író, újságíró. Károly Sándor bátyja.

## Életútja
Szülővárosa főreálgimnáziumában érettségizett (1904). Tanárnak készült, de hírlapíró lett az Aradi Közlönynél, melynek négy éven át szerkesztője is volt. Dolgozott nagyváradi és budapesti lapok szerkesztőségében is; aradi lapok tárcaírója.
Az 1920-as évektől visszavonult az újságírástól és saját kiadásában megjelentetett novelláinak, regényeinek, naplójegyzeteinek eladásából élt.

## Kötetei
- A nagy fordulat (regény, Arad, 1927)
- A halott (szatirikus regény, Arad, 1934)
- Magyar miniatűrök; szerzői, Arad, 1935
- Kiadta 1944-es naplójegyzeteit Arad háborús eseményeiről (Arad, 1945)